# ویلدر (کنتاکی)
ویلدر (به انگلیسی: Wilder) شهری در ایالت کنتاکی کشور ایالات متحده آمریکا است که جمعیت آن در سرشماری سال ۲۰۱۰ میلادی، ۳٬۰۳۵ نفر بوده‌است.